# Ейми Брук
Ейми Брук (на английски: Amy Brooke) е артистичен псевдоним на американската порнографска актриса Хедър Шлосър (Heather Schlosser), родена на 25 юни 1988 г. в Чикаго, щата Илинойс, САЩ.

## Награди и номинации
Носителка на награди за изпълнение на сцени
- 2011: AVN награда за най-жестока секс сцена (с Адриана Никол и Али Хейз).[3][4]

Номинации за индивидуални награди
- 2010: Номинация за F.A.M.E. награда за любима нова звезда.[5]
- 2011: Номинация за XRCO награда за супермръсница.[6][4][7]
- 2011: Номинация за XBIZ награда за нова звезда на годината.[8][4]
- 2011: Номинация за AEBN VOD награда за най-добра новачка.[9]
- 2012: Номинация за XRCO награда за супермръсница.[4][10]

Номинации за награди за изпълнение на сцени
- 2011: Номинация за AVN награда за най-жестока секс сцена.[11][4]
- 2011: Номинация за AVN награда за най-добра анална секс сцена.[11][4]
- 2011: Номинация за AVN награда за най-добра нова звезда.[11][4]
- 2012: Номинация за AVN награда за най-добра секс сцена с двойно проникване – заедно с Марко Бандерас и Джон Стронг за изпълнение на сцена във филма Алексис Тексас: Нимфоманиячка.[12]